# الدوري الإنجليزي لكرة القدم 1901–02
الدوري الإنجليزي لكرة القدم 1901–02 (بالإنجليزية: 1901–02 Football League)‏ هو موسم من دوري كرة القدم الإنجليزي. فاز فيه نادي سندرلاند.
https://tribuna.com/ar/league/epl/table/1901-1902/